# Leb die Sekunde - Behind the Scenes

Leb die Sekunde - Behind the Scenes est le premier DVD du groupe allemand Tokio Hotel. Le DVD contient de nombreux reportages courts sur le groupe, souvent « derrière la scène » — d'où le qualificatif Behind the Scenes — et des clips. Il est sorti le 2 décembre 2005.

## Liste des titres
1. Jung und nicht mehr jugendfrei : Der anfang - bewegt 06:02 / Der anfang - festgehalten 01:24
2. Schrei : Live - Stars for Free 2005, Magdeburg 10:06 / Tag der deutschen Einheit 2005, Potsdam 12:00
3. Freunde bleiben : Interview / Making Of « Schrei » vidéo 06:29
4. Durch den Monsun : Eure 20 Fanfragen 17:45
5. Unendlichkeit : The Dome 2005, Erfurt 03:33 / Comet 2005 05:44
6. Lass uns hier raus : Bildergalerie
7. Videos : Durch den Monsun - vidéo 03:52 / Schrei - vidéo 03:22

## Autres informations
- Il est sorti le 2 janvier 2007 en France avec en bonus des Schwarz Ticket qui ne se trouvaient que dans certains DVD pour passer une journée avec le groupe.
- Les sous-titrages du DVD ne sont disponibles que dans six langues : l'anglais, le français, l'italien, le polonais, le japonais et le russe.

## Charts
| 2006 | Schrei Live | 13 | 1 | 4 | 36 |